# Giovanni Battista Grazioli
Giovanni Battista Ignazio Grazioli (Bogliasco, 6 juillet 1746 – Venise, 6 février 1820) est un compositeur et organiste italien.
Il est le père du compositeur Alessandro Grazioli (1780–1834).

## Biographie
Encore jeune, Grazioli s'installe à Venise, où il étudie sous la direction de Ferdinando Bertoni. En 1770, il remplace temporairement son maître — en visite à Paris et Londres — au poste d'organiste de la Basilique Saint-Marc. Le 28 mai 1782, il est nommé second organiste de Saint-Marc et le 21 janvier 1785 premier organiste, année où Bertoni devient maître de chapelle de la basilique. Grazioli occupe le poste d'organiste jusqu'en 1789,.
En 1821, son fils Alessandro reprend son poste à l'orgue de Saint-Marc, jusqu'en 1833.
À côté de ses tâches d'organiste, Grazioli écrit un grand nombre d'œuvres sacrées pour la voix, presque toutes conservées en manuscrits. Il écrit également quelques œuvres instrumentales, ainsi que deux recueils de sonates pour clavier opus 1 et opus 3, dont l'examen indique qu'il appartient à une école de compositeurs alors en déclin. En fait, ses œuvres présentent diverses limitations et caractéristiques très conservatrices, telles que le monothématicisme, l’utilisation d’un style de récitatif semblable à celui de l'opéra et l’utilisation de la basse continue.
Ses compositions les plus célèbres incluent l’Adagio de la Sonate en sol majeur, opus 1, no. 11, qui figure au répertoire de certains des plus célèbres pianistes tels que Ignaz Friedman (qui a publié un arrangement en 1913) et Arturo Benedetti Michelangeli.

## Œuvre

### Musique vocale profane
- Amore non si sgomenta (1805, Florence)
- Cantata allegorica a due orchestre (1811, Rome)

### Musique vocale sacrée
- 13 messes pour 3, 4, 6 et 8 voix et orgue
- 1 messe a capella
- 1 messe avec accompagnement d'instruments à vent
- 23 Kyrie pour 4 voix et orchestre
- Kyrie et Credo, pour 3 voix et orchestre
- 2 Gloria, pour 3 voix et instruments à vent
- 14 Gloire pour 1 à 4 voix et orchestre
- 1 Gloire sans accompagnement instrumental
- 1 Gloria avec chœur
- 7 je Pense que c'est pour 4 voix et orchestre
- Credo pour 3 voix, instruments à vent et de l'orgue
- 2 Crucifixus pour 4 voix et orchestre
- Crucifixus pour 3 voix et orgue
- 7 séquences 3 et 4 voix et instruments
- 13 antiennes mariales pour 1 et 3 voix et orchestre
- 2 litanie pour 3 voix, 2 cors et orgue
- 69 psaumes pour 1 à 4 voix sans accompagnement instrumental ou avec orchestre ou avec orgue
- 4 Gloria Patri, pour une voix et orchestre
- Musica per l'agonia di Gesù Cristo pour 3 voix et violoncelle
- 19 musiche per bestigioni e professioni monacali di nobildonne pour une voix et orgue (1787-1803)
- 32 motets pour 2 et 3 voix et orgue
- 18 motets et autres œuvres sacrées pour 1, 3, et 4 voix et des instruments ou de l'organe

### Musique instrumentale
- 12 sonates pour le clavecin (op. 1 et 2, c.1780, Venise, Zatta)
- 6 sonates pour clavecin et violon (op. 3, 1781-1784)
- Variations en la majeur, pour clavecin/pianoforte
- Sinfonia concertante
- Composition instrumentale à 12 en la majeur

Fétis attribue une douzaine de sonatines pour orgue à Grazioli, mais ces œuvres, en manuscrits, sont en fait des œuvres de son fils Alessandro.

### Œuvre théorique
- Istruzione per il maestro di musica, riguardante la funzione del Sabato Santo (perdu)